# Ruta 26 (Chile)
La ruta 26 es una ruta nacional que se encuentra en el norte Grande de Chile, sobre la Región de Antofagasta. En su recorrido de 15,1 km totalmente asfaltados une la ruta 5 Panamericana y la ruta 1 en el área urbana de Antofagasta.
Se construyeron terceras pistas a través de la concesionaria Autopistas de Antofagasta. Comunica de manera indirecta a la ciudad con el resto del país. Es utilizada por los autobuses interurbanos y los turistas provenientes de la zona norte de la región, como también los habitantes de la Provincia de El Loa.
Al ingresar al espacio urbano de la comuna pasa a llamarse Avenida Presidente Salvador Allende, vía que finalmente converge con la costanera Edmundo Pérez Zujovic. El rol asignado a esta ruta nacional fue ratificado por el decreto MOP N.º 286 del año 2010.